# Karuturi Global
Karuturi Global war eine indische Unternehmensgruppe, die ab 2007 für einige Jahre der weltgrößte Produzent von Schnittrosen war. Sie wurde 2021 liquidiert.
Die Anbaugebiete von Karuturi Global lagen in Äthiopien, Kenia und Indien. Die Gruppe verfügte über viele hunderttausend Hektar Fläche, davon annähernd 300 Hektar Unterglas. Sie produzierte jährlich etwa 555 Millionen Blütenstängel, die fast ausschließlich an Abnehmer in hochentwickelten Ländern exportiert wurden (u. a. Niederlande, Deutschland, Großbritannien, Italien, Singapur, Hongkong, Taiwan, Bahrain, Oman, Dubai, Japan, Australien, Neuseeland, Brunei, USA, Kanada und zu einem geringen Teil Indien).

## Geschäftsbereiche

### Schnittrosen
Das Unternehmen mit Hauptsitz im indischen Bengaluru wurde 1994 von Sai Ramakrishna Karuturi gegründet und entwickelte sich zunächst zum größten Schnittrosenproduzent des Landes, im internationalen Vergleich noch klein.
Im September 2007 wurde eine der drei größten Schnittrosenfarmen Kenias, Sher Agencies in Naivasha, von niederländischen Vorbesitzern übernommen (Firmierung seither Sher Karuturi), inklusive des 1994 gegründeten Erstliga-Fußballclubs Sher Agencies FC (seit 2008 Sher Karuturi Sports) und dessen Heimstadion. Dadurch wuchs Karuturi Global zum weltgrößten Produzenten, der zu Spitzenzeiten über eine Million Rosen pro Tag exportierte (Marktanteil in Europa 9 %). Allein bei Sher Karuturi waren über 3000 Mitarbeiter angestellt.

### Landwirtschaft und Lebensmittelverarbeitung
Um seine Geschäfte von dem bisher dominierenden Produkt Schnittrosen unabhängiger zu machen, weitete Karuturi Global seit 2008 seine Tätigkeit auf die Bereiche Landwirtschaft und Lebensmittelverarbeitung aus. In Indien wurde eine Produktion von Gurken für Konserven aufgebaut. In Äthiopien wurden zur Produktion von Cerealien, Palmöl und  Biokraftstoff über 300.000 Hektar Anbauflächen in der Region Gambela nahe der Grenze zum Südsudan gepachtet, die die Regierung zu überaus günstigen Konditionen angeboten hatte, weil Äthiopien sich selbst nicht imstande sah, das Land zu kultivieren. Die Vorgehensweise hat dem Unternehmen den Vorwurf des Land Grabbing eingebracht.

### Informationstechnologie
Ein weiteres Geschäftsfeld der Gruppe war die Informationstechnologie. 2007 wurde der indische Internetserviceprovider Estel Communications übernommen (seither Karuturi Telecom); im April 2013 zog sich Karuturi aber aus diesem Geschäftsfeld wieder zurück. Auch eine Auktionsplattform im Internet für Rosen wurde aufgebaut.

### Liquiditätskrise in Kenia
Mehrfach kam es nach der Firmenübernahme zu Streiks und anderen Protestaktionen der kenianischen Mitarbeiter, die mit schlechten Arbeitsbedingungen und verspäteten Lohnzahlungen begründet wurden. Im Jahr 2013 wurde das existenzgefährdende Ausmaß der Liquiditätsprobleme von Karuturi in Afrika vollends offenbar. Die Arbeiter erhielten 2013 keinen Lohn und es wurde ein Verfahren gegen Karuturi wegen Steuerhinterziehung in Millionenhöhe eingeleitet (der Wert nach Dubai exportierter Rosen soll der kenianischen Steuerbehörde gegenüber zu niedrig angegeben worden sein). Auch in Indien war die börsennotierte Karuturi-Gruppe mehrfach von der Finanzmarktaufsichtsbehörde SEBI wegen Regelverstößen mit Strafzahlungen belegt worden.
Die Lage eskalierte, als der Verpackungslieferant Allpack Industries, der Teil der Firmengruppe IPS des Aga Khan Development Network ist, öffentlich damit drohte, das Unternehmen wegen nicht bezahlter Rechnungen schließen zu lassen. Daraufhin stoppten  Geschäftspartner Lieferungen und Leistungen, auch Strom und Wasser wurden gesperrt. Die Farmarbeitergewerkschaft argwöhnt, dass Karuturi-Manager noch verbliebenes Kapital heimlich ins Ausland transferierten. Im Februar 2014 wurde Karuturi Kenia von der CfC Stanbic Bank (Teil der Standard Bank), die ebenfalls Gläubiger ist, unter ihre Verwaltung gestellt, das Management ausgewechselt.

### Liquidation
Die Unternehmensgruppe wurde 2021 liquidiert.

## Belege
1. ↑  Geschäftsbericht 2014/15 (Seite nicht mehr abrufbar, festgestellt im April 2019. Suche in Webarchiven)  Info: Der Link wurde automatisch als defekt markiert. Bitte prüfe den Link gemäß Anleitung und entferne dann diesen Hinweis.
2. ↑  Karuturi: Will Sher für 50 Mio. EUR kaufen
3. ↑  Karuturi: Übernimmt Sher in Kenia
4. ↑  Karuturi Global steigt in die Landwirtschaft ein
5. ↑  Liebling der Investmentfirmen, Amnesty International Deutschland
6. ↑  Indian investors are forcing Ethiopians off their land. The Guardian, 7. Februar 2013
7. ↑  Karuturi Global divests from non-core ISP biz. Business Line, 22. April 2013
8. ↑  Ram Karuturi mulls taking his rose-to-maize company private – Business Today, 14. April 2013
9. ↑  Rosenproduzent vor Gericht (Memento des Originals vom 22. Februar 2014 im Internet Archive)  Info: Der Archivlink wurde automatisch eingesetzt und noch nicht geprüft. Bitte prüfe Original- und Archivlink gemäß Anleitung und entferne dann diesen Hinweis.. 26. April 2013
10. ↑  Karuturi guilty of tax evasion. GRAIN/Tax Justice Network. 22. April 2013
11. ↑  Karuturi Global wins reprieve in Kenyan tax claim. Business Standard, 12. Dezember 2013
12. ↑  Sebi imposes Rs 40 lakh fine on Karuturi Global's entities. Economic Times, 3. Juli 2013
13. ↑  Karuturi's Valentine's Day set to be on a sour note (Seite nicht mehr abrufbar, festgestellt im April 2019. Suche in Webarchiven)  Info: Der Link wurde automatisch als defekt markiert. Bitte prüfe den Link gemäß Anleitung und entferne dann diesen Hinweis.. Business Standard, 13. Februar 2014
14. ↑  Workers cry foul as flower firm falls under receivers. The Star, 12. Februar 2014
15. ↑  Karuturi flower farm put under receivership, Standard Digital News, 11. Februar 2014
16. ↑  The Economic Times: Honble NCLT Bengaluru vide its order dated January 25, 2021 has initiated liquidation proceedings in the matter of Karuturi Global Ltd and Mr. Pathukasahasram Raghunathan Raman has been appointed as the liquidator. The liquidation order is attached.